# Georg Årlin
Georg Adolf Wilhelm Årlin (ur. 30 grudnia 1916 w Rödeby, zm. 27 czerwca 1992 w Lövestad) – szwedzki aktor filmowy i reżyser. Na przestrzeni lat 1940 – 1988 wystąpił w 50 produkcjach.

## Wybrana filmografia
- Barabasz (Barabbas) (1953)
- Sędzia (Domaren) (1960)
- Gøngehøvdingen (1961)
- Emil ze Smolandii (Emil i Lönneberga) (1971)
- Szepty i krzyki (Viskningar och rop) (1972)
- Nowe psoty Emila ze Smolandii (Nya hyss av Emil i Lönneberga) (1972)
- Emil i Prosiaczek (Emil och griseknoen) (1973)
- Släpp fångarne loss, det är vår! (1975)
- Bracia Lwie Serce (Bröderna Lejonhjärta) (1977)